# Elisabetta Spitz
Elisabetta Spitz (Roma, 22 gennaio 1953) è un'architetta e dirigente pubblica italiana.

## Biografia
Romana di origini austriache, si laurea in architettura dedicandosi alla professione di urbanista.
Dal 1992 al 1999 è presidente del consorzio di progettazione della salvaguardia  delle aree abitate di Venezia. Nel 1999 viene nominata  dal Ministro delle Finanze Visco (governo D'Alema) nel comitato di sette esperti incaricati di elaborare un progetto di riforma del ministero. I lavori si conclusero, verso fine anno, con la proposta di un'organizzazione snella del ministero, supportato da quattro nuove agenzie fiscali. Il ministro accolse le proposte e furono così create l'Agenzia delle entrate, l'Agenzia del Territorio, l'Agenzia delle Dogane e l'Agenzia del Demanio che è l'ente che amministra la quota più consistente delle proprietà statali.
Il ministro Visco la nomina nel 2001 direttore generale dell'Agenzia del Demanio. Ricopre l'incarico per tre anni, successivamente l'incarico è rinnovato per altre due volte (2004 con Bersani e 2007 con Prodi).
Il 23 gennaio 2002 l'Agenzia del Demanio dà attuazione al compito affidatole dalla legge 401/2001 sulla cartolarizzazione del patrimonio di enti pubblici e demanio. Viene creata la Demanio Servizi, società pubblica alla quale l'Agenzia conferisce gli immobili statali per la successiva vendita.
Nel 2002 Giulio Tremonti, Ministro dell'economia e delle finanze, istituisce la Patrimonio S.p.A., di cui Spitz diventa consigliera d'amministrazione.
Il 2 febbraio 2007, il Governo Prodi II, sentito il parere favorevole del ministro dello Sviluppo economico Pier Luigi Bersani, conferma Spitz alla direzione dell'Agenzia del Demanio, incarico poi cessato nel 2008. Nel 2008 Spitz è componente della Commissione per il futuro di Roma Capitale sotto la presidenza di Antonio Marzano. Dal 2008 al 2013 è amministratrice delegata di Re Asset Management. Tra il 2009 e il 2010 è consulente dell'Autorità portuale di Venezia.
Dal 2013 sino alla fine del 2018 è amministratrice delegata di Invimit, società costituita dal ministero dell'economia e delle finanze per la valorizzazione e la dismissione del patrimonio immobiliare pubblico.
Nel gennaio 2019 è scelta dalla Banca d'Italia come commissaria straordinaria di Sorgente sgr, società immobiliare del gruppo Sorgente Group al centro di una contesa legale con Enasarco, l'ente previdenziale degli agenti di commercio. Il 14 novembre 2019 il ministro delle Infrastrutture Paola De Micheli dichiara a "Circo Massimo", su Radio Capital, che Elisabetta Spitz sarà la nuova commissaria per il MOSE di Venezia. La nomina suscita alcune polemiche.

## Vita privata
È stata sposata con l'ex segretario dell'UDC Marco Follini, con cui ha una figlia.